# 산지 마리어
산지 마리어(Кырык мары, 러시아어: Горномарийский язык, 영어: Hill Mari) 또는 서부 마리어는 마리어의 한 변종으로, 러시아어, 초원 마리어와 함께 러시아 마리엘 공화국의 공용어로 지정되어 있다. 마리엘 공화국 서부에서 주로 사용되나, 사용 지역이 인접한 북서부 마리어와는 구분되는 방언이다.

## 같이 보기
- 마리어
- 산지 마리인